# Убийства на болотах
Уби́йства на боло́тах (англ. The Moors murders) — серия убийств, осуществлённых Иэном Брэйди и Майрой Хиндли в период с июля 1963 года по октябрь 1965 года в районе, ныне известном как графство Большой Манчестер (англ. Greater Manchester), Англия. Жертвами преступления стали пять детей в возрасте от десяти до семнадцати лет (Полин Рид, Кит Беннетт, Эдвард Эванс, Лесли Энн Дауни и Джон Килбрайд), по меньшей мере четверо из которых подверглись сексуальному насилию. Дело получило название «Убийства на болотах», поскольку двое из жертв были обнаружены в могилах на верещатнике Сэддлуорт в Пеннинских горах. Третья жертва была найдена там же спустя 20 лет после того как убийцы были осуждены, — в 1987 году. Считается, что тело четвёртой жертвы — Кита Беннетта — находится там же, но несмотря на неоднократно возобновлявшиеся поиски, оно остаётся ненайденным.
Несмотря на жестокость и цинизм преступлений, вследствие принятия «Акта 1965 года об отмене смертной казни», убийцы были приговорены к пожизненному заключению. Хиндли, окрещённая прессой как «Самая злая женщина Великобритании», несколько раз подавала ходатайства об условно-досрочном освобождении, утверждая, что исправилась и больше не представляет угрозы обществу, но всегда получала отказ. В 2002 году, в возрасте 60 лет, она скончалась в тюрьме от бронхопневмонии. Брэйди был признан невменяемым и в 1985 году был переведён в Эшуорт (англ. Ashworth hospital) — тюрьму максимально строгого режима для невменяемых, где умер 15 мая 2017 года.
Убийства, попавшие на страницы почти всех мировых печатных изданий, выходящих на английском языке, стали, по словам профессора судебной психиатрии Кардиффского университета Малкольма МакКалоха, «каскадным соединением событий», связавших «молодую жестокую женщину, обученную получать и творить насилие с молодых лет», и «сексуально озабоченного психопата-садиста».

## Предыстория

### Иэн Брэйди
Иэн Дункан Стюарт (англ. Ian Duncan Stewart) родился 2 января 1938 года в Глазго, у незамужней двадцативосьмилетней официантки чайного кафе Мэгги Стюарт. Личность отца Иэна достоверно выяснена не была, хотя его мать утверждала, что это был репортёр газеты из Глазго, который умер за три месяца до рождения мальчика. Поскольку у Стюарт не было никакой поддержки, ей пришлось отдать сына на попечение местной супружеской пары Мэри и Джона Слоун, у которых было четверо своих детей. Несмотря на то, что мать его не бросила и постоянно навещала, Иэн взял себе фамилию Слоун.
Ещё в детстве Иэн начал получать удовольствие, мучая животных: одной собаке сломал задние лапы, другую поджёг и обезглавил кошку. Когда Иэну было девять, его приёмная семья вместе с ним съездила на Лох-Ломонд, где мальчик впервые почувствовал тягу к открытым пространствам. Спустя несколько месяцев семья Слоун переехала в муниципальную новостройку в Поллоке, а Иэн был принят в Академию Шоулэндс — школу для учеников с отметками выше средних.
Чем старше становился Иэн, тем больше в нём росло желание причинять боль другим, и он начал издеваться над детьми, которые были младше его. Его поведение ухудшалось с каждым годом: будучи подростком, Иэн дважды представал перед судом по делам несовершеннолетних за незаконное проникновение в чужой дом. Это привело к тому, что в 15 лет он ушёл из академии и устроился на работу на судоверфи Harland and Wolff в Говане. Там он проработал 9 месяцев, после чего устроился работать посыльным у мясника. Примерно в этот период у Иэна появилась девушка, Эвелин Грант, но их отношения закончились, когда он стал угрожать ей выкидным ножом за то, что она пошла на танцы с другим парнем. Он снова предстал перед судом, на этот раз будучи обвинённым по девяти пунктам, и незадолго до своего 17-го дня рождения получил испытательный срок. Условием срока стало проживание с матерью, которая к тому времени переехала в Манчестер и вышла замуж за ирландца Пэта Брэйди, работавшего торговцем фруктами на Смитфилдском рынке в Лондоне.
Менее, чем через год с момента переезда в Манчестер Иэн, теперь взявший фамилию отчима, был пойман с мешком украденных на рынке свинцовых печатей. Поскольку ему ещё не было 18 лет, его приговорили к двум годам пребывания в колонии для несовершеннолетних. Изначально Брэйди начал отбывать срок в Хатфилде, но был переведён в Халл — колонию с более строгим режимом, после того как раздобыл алкоголь и напился. Будучи освобождён 14 ноября 1957 года, Брэйди вернулся в Манчестер, где стал чернорабочим, но вскоре возненавидел эту работу. Через некоторое время он начал работать в пивоварне, но был уволен и оттуда.
Решив «улучшить себя», Брэйди раздобыл в местной библиотеке книги по бухучёту, по которым упорно занимался, часами сидя в своей комнате. В январе 1959 года Брэйди устроился клерком в «Миллуордс Мерчандайзинг»: компанию в Гортоне, занимавшуюся оптовой торговлей химикатами. Среди коллег он прослыл тихим и пунктуальным работником, но со взрывным характером. В свободное время Брэйди учил немецкий язык по самоучителю, а также читал «Майн Кампф» и книги о зверствах нацистов. Кроме того, он часто ездил на мотоцикле Triumph Tiger Cub, который использовал для посещения Пеннинских гор.

### Майра Хиндли
Майра Хиндли (англ. Myra Hindley) родилась 23 июля 1942 года и выросла в Гортоне — рабочей части Манчестера. Её родители, Нелли и Боб Хиндли (последний был алкоголиком), регулярно избивали её. Небольшой дом, в котором жила семья, находился в ужасном состоянии, при этом Майра и её родители жили в одной комнате и были вынуждены спать на одной кровати. Условия жизни в семье ухудшились после того, как в 1946 году у Боба и Нелли родилась дочь Морин (англ. Maureen). Вскоре после её рождения пятилетнюю Майру отправили жить к бабушке, которая жила поблизости.
Во время Второй мировой войны Боб Хиндли служил в парашютном десанте и сражался в Северной Африке, на Кипре и в Италии. В армии он был известен как человек очень жёсткого нрава и от своей дочери требовал того же. Отец учил её драться и настаивал, чтобы она умела сама за себя постоять. Когда Майре было восемь, местный мальчик расцарапал её щёки ногтями так, что пошла кровь. Она разрыдалась и бросилась в дом своих родителей, где столкнулась с отцом, который велел ей вернуться и дать сдачи. Майра нашла своего обидчика и побила его, как её учил отец. Много позже она написала: «В восемь лет я одержала свою первую победу».
Преподаватель судебной психиатрии в Кардиффском университете Малкольм МакКаллох, изучая впоследствии историю Хиндли, предположил, что эта драка и роль отца Хиндли предопределили участие Хиндли в «болотных убийствах»:

Отношения с отцом ожесточили её […] Она не только привыкла к насилию дома, но и вознаграждалась за него на улице. Когда такое происходит в раннем возрасте, это может на всю жизнь исказить человеческую реакцию на подобные ситуации.
Оригинальный текст (англ.)The relationship with her father brutalised her […] She was not only used to violence in the home but rewarded for it outside. When this happens at a young age it can distort a person’s reaction to such situations for life.
Одним из самых близких друзей детства Майры был тринадцатилетний Майкл Хиггинс, который жил на соседней улице. В июне 1957 он пригласил её поплавать вместе с друзьями в местном заброшенном водохранилище. Хотя Майра умела хорошо плавать, в этот раз она отказалась и пошла гулять с подругой, Пэт Джепсон. Хиггинс утонул в водоёме, и Майра считала себя виновной в его смерти. После того, как его похоронили в Монастыре Святого Франциска (где Майра была крещена по католическому обряду 16 августа 1942 года), она всё больше стала углубляться в религию. Родители не особо препятствовали этому и лишь поставили условие, чтобы дочь не училась в католической школе, потому что Нелли Хиндли была уверена, что «всё, чему учат монахи, — это катехизис». Вскоре после похорон Хиггинса Майра начала готовиться к официальному приёму в церковь и, взяв себе имя подтверждения Вероника, получила своё первое причастие в ноябре 1958 года. Она также стала крёстной для племянника Хиггинса Энтони Джона. Примерно в этот же период Майра начала вытравливать свои волосы в белый цвет.
Первой работой Майры была должность младшего клерка в местной электротехнической фирме. Работая там, она выполняла различные поручения, варила чай для других сотрудников, печатала документы, и с первых дней произвела на всех столь положительное впечатление, что, когда она потеряла свою зарплату за первую неделю, остальные сотрудницы в складчину собрали для неё ту же сумму. С Рождества 1958 года она встречалась с Ронни Синклером и собиралась в 17 лет объявить о помолвке с ним, но спустя несколько месяцев помолвка была отменена по неизвестным причинам; возможно, что Майра посчитала Синклера недостаточно состоятельным, чтобы он мог обеспечить ей ту жизнь, которую она себе представляла.
Вскоре после семнадцатилетия Майра вновь перекрасила волосы, на этот раз в розовый цвет. Раз в неделю она ходила на занятия по дзюдо в местную секцию, но её партнёры отказывались бороться с ней, потому что Майра очень часто не спешила ослаблять захват. Тогда же она устроилась на работу в инженерную компанию «Братби и Хинклифф», но спустя шесть месяцев была уволена оттуда за прогулы.

### Пара
С Иэном Брэйди Майра познакомилась, когда в 1961 году, в возрасте 18 лет, тоже пришла работать в «Миллуордс Мерчандайзинг» машинисткой. Брэйди вызвал у неё симпатию, даже когда она узнала о его судимости. Майра записала в своём дневнике, что она и Иэн впервые заговорили друг с другом 27 июля 1961 года. Согласно дневнику, через несколько месяцев она разочаровалась в Брэйди, но 22 декабря он пригласил её на свидание в кино, где они посмотрели фильм о Нюрнбергском процессе. Дальнейшие их свидания разворачивались по одинаковому шаблону: они шли в кино, где чаще всего смотрели какой-нибудь фильм с возрастным рейтингом X (в Великобритании того времени это означало запрет на просмотр для зрителей младше 16 лет, с 1982 года — 18 лет), после чего шли к Майре домой и пили немецкое вино. Именно Брэйди подбил Хиндли читать про нацизм, и в обеденные перерывы пара проводила всё свободное время за чтением материалов про зверства фашистов. Дело дошло до того, что Хиндли начала подражать идеалу арийского совершенства: вновь стала блондинкой, а губы красила тёмно-красной помадой. Между тем, поведение Брэйди местами вызывало у неё беспокойство: в этот период она послала своему другу детства письмо, в котором, помимо её одержимости Брэйди, упомянула один случай, когда он подмешал ей наркотические вещества. Но спустя несколько месяцев Хиндли написала другу новое письмо, в котором попросила уничтожить предыдущее. О том, какое сильное влияние оказывал на неё Иэн Брэйди, можно судить по её письму с просьбой о помиловании, написанному в 1978 и 1979 годах, состоявшему из 30 000 слов и направленному госсекретарю Хоум-офиса Мерлину Рису, в котором она, в частности, написала:

За несколько месяцев он [Брэйди] убедил меня, что Бога совсем нет: он мог мне сказать, что Земля плоская, луна сделана из зелёного сыра, а солнце восходит на Западе, и я бы поверила, настолько сильна была его способность убеждать.
Оригинальный текст (англ.)Within months he [Brady] had convinced me that there was no God at all: he could have told me that the earth was flat, the moon was made of green cheese and the sun rose in the west, I would have believed him, such was his power of persuasion.
В дальнейшем Хиндли сделала свой гардероб более откровенным: носила туфли на высоком каблуке, короткие юбки и кожаные куртки. На работе пара свела общение с коллегами к минимуму и большую часть свободного времени проводила в библиотеке, за чтением книг по философии, а также литературы о преступлениях и пытках. Среди этих произведений были книги Маркиза де Сада и «Преступление и наказание» Фёдора Достоевского. Хотя Хиндли не была опытным водителем (она сдала на права только с третьей попытки в конце 1963 года), она часто нанимала фургон, в котором они разрабатывали план ограбления банка. Для этого она подружилась с президентом стрелкового клуба «Чидл Райфл» Джорджем Клитероу и несколько раз приходила на клубные стрельбища, для чего купила в Манчестере винтовку 22 калибра. Она хотела присоединиться к тому отделению клуба, где занимались стрельбой из пистолета, но оказалась плохим и, к тому же, нервозным стрелком, и Клитероу ей отказал. Тогда Хиндли выкупила у других членов клуба револьверы Webley 45 калибра и Smith & Wesson 38 калибра. В конечном итоге весь план Брэйди и Хиндли по ограблению банка дальше замыслов не зашёл, и пара увлеклась фотографией. У Брэйди была камера Brownie, которой он чаще всего снимал Хиндли и её собаку Паппета, но затем они перешли к более сложной модели и купили фотооборудование для проявительской. Пара начала делать фотографии друг друга, которые по меркам того времени считались непристойными.
К июню 1963 года Брэйди переехал к Хиндли в дом её бабушки на Бэннок-стрит, а в 1964 году в ходе программы улучшения жилищных условий Хиндли, её бабушка и Брэйди переселились по адресу Уордл Брук авеню, 16, в новый жилищный комплекс Хэттерсли. На новом месте Брэйди и Хиндли подружились с одиннадцатилетней Патрисией Ходж (англ. Patricia Hodges), проживавшей на Уордл Брук авеню, 12. Ходж не раз ездила с Брэйди и Хиндли в Сэддлуорт собирать торф; многие домовладельцы делали это для удобрения глинистой почвы в своих садах.

## Убийства
Хиндли утверждала, что Брэйди впервые заговорил о совершении «идеального убийства» в июле 1963 года и часто обсуждал с ней роман Мейера Левина «Принуждение», опубликованный в 1956 году. Роман, основанный на деле Леопольда и Лёба, повествует о двух юнцах, которые задумывают совершить идеальное убийство двенадцатилетнего мальчика, а потом избегают смертной казни, так как закон не предусматривает данного наказания для людей их возраста.
12 июля 1963 года, по дороге на танцы в местном клубе в Гортоне, без вести пропала шестнадцатилетняя Полин Рид (англ. Pauline Reade), соседка Хиндли. В тот вечер Брэйди сказал Хиндли, что хочет совершить «идеальное убийство». По плану Хиндли садилась в фургон, а Брэйди следовал за ней на мотоцикле и, выбрав жертву, подмигивал сообщнице фарой. Увидев девочку, идущую им навстречу по Гортон Лэйн, Брэйди посигналил Хиндли, но та проехала мимо. Поравнявшись с машиной, Брэйди потребовал объяснений, на что Хиндли ответила, что узнала в девочке Мэри Рак (англ. Marie Ruck), соседку своей матери. Немногим позже 20:00, проезжая по Фроксмер-стрит, Брэйди заметил девушку в синеватом плаще и белых туфлях на высоком каблуке и вновь посигналил Хиндли. Та узнала девушку, которой оказалась Полин Рид — подружка её младшей сестры, Морин. Рид села в фургон, после чего Хиндли попросила её помочь найти дорогую перчатку, которую она якобы потеряла в Сэддлуорте. Рид ответила, что не торопится, и согласилась помочь. Хиндли знала, что шестнадцатилетней Рид не хватятся так быстро, как семилетней Рак. Когда фургон доехал до верещатника, Хиндли остановилась, и вскоре прибыл Брэйди, которого она представила как своего «парня», который тоже «будет искать перчатку». Брэйди ушёл с Рид в верещатник, а Хиндли осталась ждать в машине. Примерно через полчаса Брэйди вернулся, чтобы позвать с собой Хиндли туда, где Рид уже лежала с перерезанным горлом. Оставив сообщницу возле тела, Брэйди ушёл за ранее спрятанной лопатой, чтобы похоронить тело. Хиндли заметила, что «плащ Полин был расстёгнут, а одежда смята», из чего сделала вывод, что Брэйди изнасиловал девушку. Загрузив мотоцикл в крытый кузов, Брэйди и Хиндли вернулись домой, по пути проехав мимо матери Полин Рид, Джоан, которая со своим сыном Полом искала её на улице.
23 ноября 1963 года Хиндли в сопровождении Брэйди подошла к двенадцатилетнему Джону Килбрайду (англ. John Kilbride) в магазине, предложив мальчику довезти его до дома, поскольку его родители будут волноваться. Для пущего согласия Брэйди предложил мальчику бутылку хереса, но, сев в машину, сказал, что за бутылкой необходимо заехать к ним домой. По пути Брэйди предложил сделать ещё один крюк и заехать в Сэддлуорт, где Хиндли якобы потеряла перчатку. Доехав до места, Брэйди вышел из машины с ребёнком, а Хиндли осталась ждать в машине. Брэйди изнасиловал Килбрайда и попытался перерезать ему горло 15-сантиметровым серрейторным лезвием, но в итоге задушил мальчика, предположительно, обувным шнурком. Проведённый полицией широкомасштабный поиск, в ходе которого было опрошено более 700 человек и расклеено более 500 объявлений о пропаже, не дал результатов. Через восемь дней после исчезновения Килбрайда две тысячи добровольцев прочесали местные свалки и заброшенные здания.
16 июня 1964 года в Лонгсайте, по дороге к бабушке, исчез двенадцатилетний Кит Беннетт (англ. Keith Bennett). Хиндли заманила его в машину, попросив помочь загрузить коробки, после чего пообещала отвезти его домой. Она привезла мальчика в Сэдлуорт, как было оговорено с Брэйди, который ушёл с Беннеттом искать «потерянную перчатку». Через полчаса Брэйди вернулся с лопатой в руке, и Хиндли напрямую спросила, убил ли он Беннетта. Брэйди ответил, что изнасиловал его и задушил шнуром. Полиция заподозрила отчима Беннетта, Джимми Джонсона, которого четыре раза вызывали на допрос. Следователи вскрыли пол в доме Джонсона и, обнаружив общее пространство под домами, находившимися на этой улице, обыскали все здания.
Ранним утром Дня подарков (26 декабря) 1964 года Хиндли оставила бабушку у родственников, а вечером отказалась пускать её в дом на Уордл Брук авеню. В тот же день в Энкоутс пропала десятилетняя Лесли Энн Дауни (англ. Lesley Ann Downey). Брэйди и Хиндли подъехали к детской площадке, где заметили десятилетнюю девочку. Убедившись, что она находится без присмотра, преступники намеренно обронили рядом несколько пакетов с покупками, попросив Дауни помочь донести их до машины, а потом — до их дома. Зайдя в дом, они сорвали с Дауни одежду, заткнули ей рот кляпом и заставили позировать голой, после чего девочка была изнасилована и убита (предположительно, задушена проводом). Впоследствии Хиндли утверждала, что пошла набрать ванну для ребёнка и, вернувшись, обнаружила её мертвой. По словам Брэйди, опубликованным в книге доктора Криса Коули (англ. Chris Cowley) «Лицом к лицу со злом: разговоры с Иэном Брэйди», девочку убила Хиндли, после чего сообщники отвезли тело в Сэдлуорт, где закопали нагишом в неглубокой могиле, сунув туда же одежду. На следующий день Хиндли привезла бабушку домой.
6 октября 1965 года Брэйди познакомился с семнадцатилетним помощником инженера Эдвардом Эвансом (англ. Edward Evans) на Центральном вокзале Манчестера. Пригласив подростка в свой дом, расположенный по адресу Уордл Брук авеню, 16 (англ. Wardle Brook Avenue) в Хеттерсли, Брэйди забил его топором.
Соседка преступников, Патрисия Ходж, не пострадала, так как её исчезновение было бы легко раскрыто.

## Донос
Убийство Эванса произошло на глазах семнадцатилетнего Дэвида Смита, мужа младшей сестры Хиндли, который на тот момент был частым гостем в доме Брэйди и Хиндли. Смит, к семнадцати годам уже имевший солидный «послужной список», включавший нанесение тяжких телесных повреждений и незаконное проникновение в жилой дом, познакомился с Брэйди на следующий день после бракосочетания с Морин. Брэйди, Хиндли и молодожёны отправились на озеро Виндермер, где Дэвид завоевал симпатии Брэйди своим степенным поведением. Брэйди тоже произвёл впечатление на Смита, потому что на протяжении всего дня оплачивал еду и вино, а также говорил с ним об обществе, распределении богатства и даже о возможности ограбления банка. Впоследствии Дэвид Смит, восхищавшийся Брэйди, как более взрослым человеком, стал ходить в гости в дом на Уордл Брук авеню, 16. Иэн одалживал ему книги, и они подолгу обсуждали ограбления и убийства. Это очень волновало Хиндли, которая считала, что это ставит под угрозу их безопасность. Но Брэйди не переживал по этому поводу и незадолго до убийства Эванса сообщил ей, что он и Смит собираются «поиметь педика».
Вечером 6 октября 1965 года Хиндли привезла Брэйди на Центральный вокзал Манчестера и осталась ждать в машине, пока он будет выбирать очередную жертву. Через несколько минут Брэйди вернулся в компании Эдварда Эванса, которому представил Хиндли как свою сестру. Уже дома, выпив вина, Брэйди послал Хиндли за Смитом. Когда Дэвид вошёл в дом, Хиндли удалилась на кухню покормить собак. Через несколько минут она услышала звуки борьбы и, выглянув в комнату, увидела борющихся Брэйди и Эванса, а также стоявшего у входа Смита. Брэйди взял верх в схватке и нанёс Эвансу несколько ударов обухом топора, после чего задушил жертву электрическим проводом. Тело Эванса оказалось слишком тяжёлым, чтобы донести его до машины, учитывая, что в драке Брэйди подвернул ногу. Убийцы завернули труп в кусок полиэтилена и бросили его в свободной спальне.
Смит согласился встретиться с Брэйди на следующий вечер, чтобы избавиться от тела Эванса, но, вернувшись домой, разбудил жену и сообщил ей об увиденном. Морин сказала, что он должен позвонить в полицию, и через три часа (в 06:07) в близлежащий полицейский участок в Гайде поступил звонок из телефонной будки рядом с квартирой Смита. Смит, вооружившийся отвёрткой и кухонным ножом на случай, если Брэйди придёт и попытается убить его и Морин, рассказал дежурному офицеру следующее:

[Брэйди] открыл дверь и сказал громким голосом: […] «Ты хочешь маленькие бутылочки?» Я кивнул, чтобы сказать «да», и он провёл меня на кухню и дал мне три маленькие бутылочки и сказал: «Остальные тоже надо?» Когда я зашёл в дом, дверь в гостиную […] была закрыта […] Иэн пошёл в гостиную, а я остался ждать на кухне. Я прождал минуту или две, а потом вдруг услышал дикий вопль; как будто кричала женщина, очень высокий голос. Потом крики продолжились, один за другим, очень громко. Потом я услышал, как Майра кричит мне: «Дэйв, помоги ему», очень громко. Когда я забежал, я просто встал в гостиной и увидел молодого парня. Он лежал головой и плечами на диване, а его ноги были на полу. Он был лицом вверх. Иэн стоял над ним, лицом к нему. Парень всё ещё кричал… У Иэна был топор в руке […] Он держал его над его головой и ударил парня в левую сторону головы топором. Я услышал удар, это был ужасно сильный удар, жуткий звук был.
Оригинальный текст (англ.)[Brady] opened the door and he said in a very loud voice for him […] “Do you want those miniatures?” I nodded my head to say yes and he led me into the kitchen […] and he gave me three miniature bottles of spirits and said: “Do you want the rest?” When I first walked into the house, the door to the living room […] was closed. […] Ian went into the living room and I waited in the kitchen. I waited about a minute or two then suddenly I heard a hell of a scream; it sounded like a woman, really high-pitched. Then the screams carried on, one after another really loud. Then I heard Myra shout, “Dave, help him,” very loud. When I ran in I just stood inside the living room and I saw a young lad. He was lying with his head and shoulders on the couch and his legs were on the floor. He was facing upwards. Ian was standing over him, facing him, with his legs on either side of the young lad’s legs. The lad was still screaming. […] Ian had a hatchet in his hand […] he was holding it above his head and he hit the lad on the left side of his head with the hatchet. I heard the blow, it was a terrible hard blow, it sounded horrible.

## Арест
Ранним утром 7 октября, вскоре после звонка Смита, суперинтендант Чеширского управления констеблей Боб Тэлбот (англ. Bob Talbot) прибыл к чёрному входу дома Брэйди. Когда Хиндли открыла дверь, Тэлбот представился офицером полиции и сказал, что хочет поговорить с её парнем. Хиндли впустила его в гостиную, где Брэйди в это время писал объяснительную работодателю, что он сегодня не сможет прийти на работу из-за травмы ноги. Тэлбот объяснил, что расследует «акт насилия с применением огнестрельного оружия», о котором ему было доложено накануне. Хиндли стала отрицать факт какого-либо насилия и разрешила полицейскому осмотреть дом. Когда они поднялись наверх, комната, где лежало тело Эванса, была заперта, а Хиндли стала утверждать, что забыла ключ на работе. Полицейский предложил отвезти её на работу забрать ключ, но Хиндли выдала его сама. Обнаружив тело, полиция арестовала Брэйди по подозрению в убийстве. Одеваясь, Брэйди произнёс фразу: «Мы с Эдди немного поругались, и ситуация вышла из-под контроля».
Хиндли не была арестована вместе с Брэйди, но должна была прибыть в полицейский участок для дачи показаний и потребовала разрешения взять с собой свою собаку, на что полиция согласилась. Хиндли допросили об обстоятельствах, окружавших смерть Эванса, но она отказалась давать какие-либо показания, сказав лишь, что это был несчастный случай. Поскольку у полиции не было улик, указывавших на причастность Хиндли к убийству Эванса, ей разрешили отправиться домой при условии, что на следующий день она вернётся для дачи дальнейших показаний.
После ареста Брэйди Хиндли находилась на свободе четыре дня, в течение которых уволилась с работы, тем самым получив право на пособие по безработице. По её утверждению, в один из этих дней, находясь в кабинете, где работал Брэйди, она нашла среди его вещей какой-то конверт, который, не вскрывая, сожгла в пепельнице. 11 октября она была арестована как сообщница в убийстве Эдварда Эванса и помещена в тюрьму Ризли в Уоррингтоне.

## Предварительное расследование
На допросе Брэйди признал, что дрался с Эвансом, но настоял, что совершил убийство совместно со Смитом. Хиндли, по его словам, «делала только то, что ей говорили». Смит сказал полиции, что у Брэйди и Хиндли были спрятаны улики в двух чемоданах, находившихся в каком-то бюро находок. Британской транспортной полиции было поручено обыскать все станции в Манчестере, и 15 октября, благодаря найденной в молитвеннике Хиндли квитанции, они обнаружили вещи преступников. Внутри одного из чемоданов были девять порнографических фото голой девочки с шарфом, обмотанным вокруг рта, и тринадцатиминутная запись её криков о помощи. Мать девочки, Лесли Энн Дауни, прослушала плёнку уже после того, как полиция обнаружила тело её пропавшей десятилетней дочери, и подтвердила, что голос на записи принадлежит Лесли.
Обыскивая дом на Уордл Брук авеню, полиция нашла старую тетрадь с записью «Джон Килбрайд», после чего Брэйди и Хиндли заподозрили в причастности к нераскрытым исчезновениям детей. В доме также была обнаружена большая коллекция порнографических фотоматериалов, многие из которых, предположительно, были сделаны в Сэддлуорте. Сто пятьдесят офицеров полиции прочесали верещатник в поисках мест, схожих с теми, что были запечатлены на фотографиях. Изначально поиск концентрировался вблизи дороги А628 возле Вудхеда, но соседка преступников, Пэт Ходж, показала одно из их любимых мест рядом с дорогой А635.
10 октября полицейские, увидев руку, торчавшую из земли, решили, что нашли тело Джона Килбрайда. Однако после эксгумации выяснилось, что это рука Лесли Энн Дауни. Энн Дауни, не присутствовавшая при обнаружении тела, позже опознала извлечённую из могилы одежду.
Следователи сумели отыскать место на другой стороне дороги А635, где было захоронено тело Лесли Энн Дауни, и 21 октября нашли сильно разложившееся тело Джона Килбрайда, которого опознали по одежде. В тот же день Брэйди и Хиндли, уже удерживаемых под стражей за убийство Эванса, обвинили в убийстве Лесли Энн Дауни. 28 октября, после повторного двухминутного слушания, им продлили заключение на период следствия.
Поиск тел продолжался, но в ноябре был прекращён из-за начавшейся зимы. Когда плёнка была представлена Брэйди, он признал, что фотографировал Лесли Энн Дауни, но настаивал на том, что в дом на Уордл Брук авеню её привезли двое мужчин, которые потом увезли её в неизвестном направлении. 2 декабря Брэйди было предъявлено обвинение в убийстве Джона Килбрайда, а Хиндли — Эдварда Эванса. На предварительном слушании 6 декабря Брэйди был обвинён в убийствах Эдварда Эванса, Джона Килбрайда и Лесли Энн Дауни, а Хиндли — в убийствах Эдварда Эванса и Лесли Энн Дауни, а также сокрытии сведений об убийстве Джона Килбрайда. Речь обвинителя прозвучала in camera, и защита попросила таких же условий, но получила отказ. Слушания проходили перед тремя членами магистрата, после чего было принято решение судить преступников ассизом в Чеширском королевском суде.
На множестве фотографий, сделанных Брэйди и Хиндли в Седдлуорте, была запечатлена собака Хиндли — Паппет, причём на некоторых фото, будучи ещё щенком. Следователи решили прибегнуть к помощи ветеринаров, чтобы установить возраст собаки и определить, когда были сделаны фотографии. Для экспертизы требовалось провести осмотр зубов, но анестезия повлекла смерть животного, у которого было нарушение работы почек. Узнав о смерти своего любимца, Хиндли пришла в ярость и обвинила полицейских в убийстве Паппета — редкий случай, когда следователи видели проявление её эмоций. В письме матери, написанном Хиндли вскоре после этого, говорится:

Такое ощущение, что моё сердце разорвали на кусочки. Я не думаю, что что-то могло бы причинить мне больше боли. Единственное утешение [для тех, кто хотел отомстить] — это то, что какой-то кретин мог добраться до Паппета и сделал ему больно.
Оригинальный текст (англ.)I feel as though my heart’s been torn to pieces. I don't think anything could hurt me more than this has. The only consolation is that some moron might have got hold of Puppet and hurt him.

## Суд
Суд под председательством судьи Фентона Эткинсона (англ. Fenton Atkinson) начался 19 апреля 1966 года и продлился 14 дней. Общество было настолько взбудоражено событиями, что Брэйди и Хиндли были отгорожены в зале суда специальными защитными экранами. Каждый из преступников был обвинён в трёх убийствах (Эванса, Дауни и Килбрайда), поскольку всё же было решено, что улики в достаточной мере изобличают соучастие Хиндли в смерти Килбрайда. Генеральный прокурор Англии и Уэльса Фредерик Элвин Джонс (англ. Frederick Elwyn Jones) возглавил обвинение, тогда как защита Брэйди легла на плечи члена Парламента, Эмлина Хусона (англ. Emlyn Hooson), а адвокатом Хиндли стал Годфри Хэйлперн (англ. Godfrey Heilpern) — рекордер Солфордского суда. Дэвид Смит стал главным свидетелем по делу, но в ходе суда стало известно, что он заключил соглашение на сумму в 1000 фунтов стерлингов с местной газетой News of the World за право публикации его слов в случае, если Брэйди и Хиндли будут осуждены. Смит признался, что газета уже оплатила отпуск во Франции для него и его жены, а также покрыла проживание в пятизвёздочном отеле и выплачивала 20 фунтов в неделю на протяжении суда. Судья Эткинсон назвал этот поступок «грубым вмешательством в ход правосудия».
Брэйди и Хиндли не признали себя виновными ни по одному пункту обвинения. Несмотря на то, что Брэйди признался в нанесении Эвансу ударов топором, он отказывался «брать на себя» убийство, напирая на отчёт патологоанатома, где было сказано, что «смерть была ускорена удушением». Сам Брэйди утверждал: «Я ударил его топором. Если он умер от ударов топором, тогда — да, я его убил». В свою очередь, Хиндли отрицала, что знает что-либо о фотографиях, сделанных в Сэддлуорте возле могил жертв.
В суде была представлена плёнка с записью голоса Лесли Энн Дауни, на которой были отчётливо слышны голоса Брэйди и Хиндли. Хиндли признала, что её отношение к ребёнку было «бесцеремонным и жестоким», но, по её признанию, только потому, что она боялась, что кто-то услышит крики Дауни. Хиндли заявила, что не видела, как Брэйди раздевал Дауни, так как сама в это время находилась «внизу»; когда были сделаны порнографические фото, она, по её словам, смотрела в окно, а когда ребёнка душили — набирала ванну.
6 мая, после двухчасовой дискуссии, жюри признало Брэйди виновным в трёх убийствах, а Хиндли виновной в убийствах Дауни и Эванса. Пока Брэйди и Хиндли находились в тюрьме, в Великобритании вступил в силу «Акт о запрете смертной казни», поэтому самым суровым наказанием, назначаемым судьёй, стало пожизненное лишение свободы. Брэйди получил три последовательных пожизненных срока, тогда как Хиндли получила два пожизненных срока за соучастие в убийствах плюс семь лет за то, что укрывала Брэйди у себя дома, зная об убийстве Джона Килбрайда. Брэйди был помещён в тюрьму Дархэм, а Хиндли была отправлена в тюрьму Холлоуэй.
В заключительной речи судья Эткинсон охарактеризовал убийства как «поистине ужасающее дело», а обвинённых как «двух запредельно извращённых садистов-убийц». Эткинсон порекомендовал, чтобы Брэйди и Хиндли оставались в тюрьме «очень долго» прежде, чем их дела могут быть рассмотрены относительно условно-досрочного освобождения, но не установил минимальный срок. Также он указал, что Брэйди является «злом вне рамок осмысления», и что он не видит возможности его исправления. Он посчитал, что к Хиндли это может не относиться, «если её убрать из-под влияния Брэйди». По словам Эткинсона, на протяжении судебного процесса Брэйди и Хиндли «твёрдо придерживались стратегии вранья», а Хиндли позже была охарактеризована им как «тихая, сдержанная, бесстрастная свидетельница, которая бессовестно лгала».

## Дальнейшее расследование
В 1985 году Фред Харрисон, журналист газеты The Sunday People, заявил, что Брэйди признался ему в убийстве Полин Рид и Кита Беннетта. Полиция это подозревала, так как оба ребёнка жили в том же районе, что и Брэйди с Хиндли, и пропали примерно в то же время, что и другие жертвы. Дальнейшие газетные репортажи подтолкнули полицию Большого Манчестера вновь открыть дело, которое возглавил суперинтендант Питер Топпинг (англ. Peter Topping), глава отдела криминальных расследований.
3 июля 1985 года Топпинг навестил Брэйди, тогда содержавшегося в тюрьме Гартри, но тот «презрительно усмехнулся на вопрос о признании в других убийствах». Полиция всё же решила возобновить поиски в Сэддлуорте, снова используя фотографии, сделанные Брэйди и Хиндли, в качестве вспомогательных материалов. Тем временем, в ноябре 1986 года, Винни Джонсон (англ. Winnie Johnson), мать Кита Беннетта, написала письмо Хиндли, умоляя рассказать, что произошло с её сыном, и это, как казалось, «расшевелило Хиндли». Письмо заканчивалось строками:

Я простая женщина, работаю на кухнях больницы Кристи. Мне потребовалось пять недель, чтобы написать это письмо, потому что для меня очень важно, что оно будет принято вами как оно есть, мольба о помощи. Пожалуйста, мисс Хиндли, помогите мне.
Оригинальный текст (англ.)I am a simple woman, I work in the kitchens of Christie’s Hospital. It has taken me five weeks labour to write this letter because it is so important to me that it is understood by you for what it is, a plea for help. Please, Miss Hindley, help me.
Полиция пришла к Хиндли, в то время содержавшейся в тюрьме Кукхэм Вуд (англ. Cookham Wood), через несколько дней после того, как она получила письмо. Несмотря на то, что Хиндли продолжала отрицать своё участие в убийствах, она согласилась помочь идентифицировать по фотографиям и картам места, где она бывала с Брэйди. Особый интерес у неё вызвали фотографии, сделанные в местах, известных как Холин Браун Нолл (англ. Hollin Brown Knoll) и Шайни Брук (англ. Shiny Brook), но она сказала, что не может утверждать уверенно, не посетив верещатник. Для подобного выезда были необходимы усиленные меры безопасности, так как в адрес Хиндли поступали многочисленные угрозы, но госсекретарь Хоум-офиса Дуглас Хёрд (англ. Douglas Hurd) согласился с Топпингом, что стоит рискнуть. В своих записях, датированных 1989 годом, Топпинг отмечал, что относился к мотивации Хиндли помочь полиции «довольно скептически». Не исключая, что письмо Винни Джонсон могло сыграть какую-то роль, он был уверен, что настоящая причина крылась в страхе Хиндли, что Брэйди, принимая во внимание его «неустойчивое» психическое состояние, сам решит сотрудничать с полицией. Поэтому она хотела удостовериться, что именно она, а не Брэйди, сможет получить какую бы то ни было выгоду из помощи следствию.
Первые два визита в Сэддлуорт Хиндли сделала 16 декабря 1986 года. Четыре полицейские машины выехали из Кукхэм Вуд в 4:30; примерно в это же время полиция перекрыла все дороги в верещатник, который патрулировался двумя сотнями полицейских, из которых 40 были вооружены. Хиндли, на голову которой была надета лыжная маска, и её солиситор прибыли на вертолёте из близлежащего аэропорта возле Мэйдстоуна в 8:30. Хиндли пробыла на верещатнике до 15:00, но не смогла сопоставить воспоминания с тем, что увидела, после чего была на вертолёте доставлена обратно в Кокхэм Вуд. Топпинг подвергся жёсткой критике в прессе, которая описала визит Хиндли как «фиаско», «показуху» и «бездумную трату денег», и был вынужден дать объяснения:

Мы приняли решение, что нам необходимо тщательное, систематическое прочёсывание верещатника […] Было бы невозможно провести такой поиск тайно.
Оригинальный текст (англ.)We had taken the view that we needed a thorough systematic search of the moor […] It would never have been possible to carry out such a search in private.
Топпинг продолжал навещать Хиндли в тюрьме в присутствии её солиситора Майкла Фишера и духовника, преподобного Питера Тиммса, который до того, как стать священником, был директором тюрьмы. Она формально признала своё соучастие в пяти убийствах 10 февраля 1987 года, но публично это стало известно более чем через месяц. Аудиозапись её заявления длилась более 17 часов; Топпинг охарактеризовал его как «очень хорошо продуманное представление, в котором она рассказала ровно столько, сколько хотела, чтобы я знал, и не больше». Он также отметил, что «был шокирован, узнав, что она никогда не находилась рядом во время убийств. Она была в машине, за холмом, в ванной и даже, в случае с убийством Эванса, на кухне». Топпинг заключил, что стал свидетелем «великолепного выступления, а не искреннего признания».
Полиция сообщила Брэйди о признании Хиндли, чему он сначала не поверил. Когда ему рассказали детали похищения Полин Рид, которыми поделилась Хиндли, Брэйди тоже решил сознаться. При этом он поставил условие, что ему немедленно дадут средства и возможность покончить жизнь самоубийством, но для властей это было неприемлемо.
Примерно в это же время Винни Джонсон послала Хиндли очередное письмо, вновь умоляя помочь полиции в поисках её сына Кита. В письме Джонсон выражала симпатию к Хиндли, несмотря на то, что визит последней в Сэддлуорт подвергся критике. Хиндли, не ответившая на первое письмо, написала Джонсон, благодаря за оба послания. Она заявила, что если бы Джонсон написала ей 14 лет назад, то она бы призналась и помогла полиции. Она также отдала должное Топпингу и поблагодарила Джонсон за искренность.
Хиндли совершила второй визит в Сэддлуорт в марте 1987 года. В этот раз уровень безопасности на время её визита был значительно выше. Она провела ночь на квартире начальника полиции Большого Манчестера в парке Сегдли и дважды посетила верещатник. Она подтвердила, что места, где полиция сконцентрировала поиски, — Холлин Браун Нолл и Хо Грэйн — были выбраны правильно, но не сумела отыскать могилы. Позже она вспомнила, что, когда хоронили Полин, она сидела рядом на клочке травы и видела силуэты камней Холлин Браун Нолл.
В апреле 1987 года новость о признании Хиндли стала публично известна. Под пристальным вниманием средств массовой информации лорд Лонгфорд подал прошение об освобождении Хиндли, написав, что дальнейшее заключение для удовлетворения «эмоций толпы» было бы неправильно. Фишер убедил Хиндли сделать публичное заявление, в котором она объясняла причины отрицания своего соучастия в убийствах, её религиозный опыт в тюрьме, письмо Джонсон и что она не видит возможности освобождения. Она также сняла с Дэвида Смита какую-либо вину за убийства, за исключением убийства Эдварда Эванса.
Через несколько месяцев интерес к поиску начал спадать, но Хиндли подсказала полиции сосредоточить усилия в конкретном месте. Вечером 1 июля 1987 года, более чем через сто дней после начала поисков, полицейские нашли тело в мелкой (глубина составила порядка 90 сантиметров) могиле в 90 метрах от того места, где была найдена Лесли Энн Дауни. Брэйди уже какое-то время сотрудничал с полицией, и, когда до него дошли новости об обнаружении тела Рид, он формально признался Топпингу. Через своего солиситора он также опубликовал заявление, что был готов помочь полиции в поисках. 3 июля Брэйди был доставлен в Сэддлуорт, но не смог предоставить полезной информации, утверждая, что за годы место сильно изменилось. Поиск был прекращён в 15:00; к этому моменту в Сэддлуорт съехалось большое количество журналистов.
Через несколько дней после того, как Топпинг отказал ему в просьбе совершить второй визит в Сэддлуорт, Брэйди написал письмо репортёру Би-би-си Питеру Гулду, где смутно упомянул о других пяти убийствах, также совершённых им. Он отказался назвать имена приписываемых себе жертв, а полиция не смогла привязать упомянутые им детали к каким-либо нераскрытым преступлениям. Хиндли заявила Топпингу, что ничего не знает об этих убийствах.
24 августа 1987 года полиция прекратила поисковые работы в Сэддлуорте, несмотря на то, что тело Кита Беннетта так и не было найдено. Брэйди во второй раз был доставлен в верещатник 1 декабря, но так и не смог найти место захоронения.
Хотя Брэйди и Хиндли признались в убийствах Полин Рид и Кита Беннетта, начальник прокуратуры Англии и Уэльса решил, что дальнейший судебный процесс ничего не даст: преступники уже получили максимальное наказание, предусмотренное законом, тогда как новый суд теоретически мог дать шанс Хиндли на помилование на основе её помощи следствию.
В 2003 году полиция предприняла очередную попытку отыскать тело Кита Беннетта, назвав поиски «Операция Майда» (англ. Operation Maida). Изучив показания преступников и фотографии, сделанные парой, полиция прибегла к использованию современных технологий, включая спутниковое наблюдение, регистрирующее движения почвы. 1 июля 2009 года полиция Большого Манчестера официально объявила об окончательном прекращении поисков тела Кита Беннетта, сказав, что поиск помогут возобновить «только прорыв в науке или новые улики». В прессе также появились сообщения со ссылкой на следователей, что Брэйди никогда больше не будет допущен в верещатник, чтобы не уделять ему внимания и не дать насладиться очередным бесплодным прочёсыванием территории, где, по их мнению, находится тело Кита Беннетта.
В марте 2010 года группа добровольцев из Уэльского поисково-спасательного отряда, сформированная при финансовой поддержке неравнодушных граждан, начала поиски тела Беннетта. По состоянию на 2011 год тело Кита Беннетта продолжало оставаться ненайденным, несмотря на усилия отряда и членов семьи жертвы, которые продолжали его поиски более чем через 40 лет после исчезновения мальчика.
Тело Кита Беннетта, изначально череп с верхней челюстью и полным набором зубов, было обнаружено 30 сентября 2022 года в том же районе Сэддлуорт Мур. Предполагается, что Брейди, горячий поклонник нацистской символики, старался выложить тела своих жертв в форме свастики.

## Заключение

### Брэйди
После приговора Брэйди был отправлен в тюрьму Дархэм, где попросил содержания в одиночной камере. Он провёл 19 лет в обычной тюрьме, пока в 1985 году не был признан невменяемым, после чего был переведён в тюрьму строгого режима для невменяемых — Эшуорт (Ashworth Hospital), где твёрдо дал понять, что больше не хочет выходить на свободу. Судья Эткинсон рекомендовал, чтобы пожизненное заключение оставалось таковым, и каждый последующий госсекретарь Хоум-офиса соглашался с этим решением. В 1982 году Верховный судья лорд Джеффри Лейн сказал о Брэйди: «Если какой-то человек и должен оставаться в тюрьме до самой смерти, то это он».
В 2001 году Брэйди написал книгу «Врата Януса», выпущенную американским издательством Feral House. Книга, содержащая анализ Брэйди серийных убийств и конкретных убийц, в частности Питера Сатклиффа и Грэма Янга, вызвала вспышку негодования в Великобритании. Изначально Верховный суд Великобритании наложил запрет на распространение книги на территории Соединённого Королевства, но в том же году запрет был снят.
Вопреки распространённому поверью, что серийные убийцы часто продолжают совершать преступления, пока не будут пойманы, в 2005 году Брэйди заявил, что убийства на болотах были всего лишь экзистенциальным событием, которое завершилось в декабре 1964 года. К тому времени, утверждал Брэйди, он и Хиндли переключили внимание на вооружённые ограбления, ради чего стали приобретать оружие и транспорт.
В конце 2005 года Винни Джонсон получила письмо от Брэйди, в котором, по её словам, он заявлял, что готов указать место могилы её сына с точностью до 20 ярдов (18 метров), но полиция не разрешает ему этого сделать. Брэйди не называл Кита по имени и не утверждал, что может привести следователей к могиле, но сказал о «прояснении» в воспоминаниях.
В начале 2006 года охранники тюрьмы перехватили посланную Брэйди его знакомой книгу — детективный роман. В книге была сделана полость, в которой находились 50 таблеток парацетамола, что является смертельной дозой для человека. Ранее, в 1999 году, Брэйди объявил голодовку, но был переведён на режим насильного кормления, после чего заболел и был отправлен в другую больницу для анализов. Выздоровев, он попросил разрешения пересмотреть в суде условия своего содержания, в частности отменить насильное кормление, но в разрешении ему было отказано.

Майра получает потенциально смертельную болезнь мозга, а я должен сражаться, чтобы просто умереть. С меня хватит. Я не хочу ничего, моя цель — умереть и освободиться от всего этого раз и навсегда. Так что, как видите, моя голодовка рациональная и прагматичная. Мне просто жаль, что я не сделал этого десятки лет назад, и я готов покинуть эту выгребную яму в гробу.
Оригинальный текст (англ.)Myra gets the potentially fatal brain condition, whilst I have to fight simply to die. I have had enough. I want nothing, my objective is to die and release myself from this once and for all. So you see my death strike is rational and pragmatic. I’m only sorry I didn’t do it decades ago, and I'm eager to leave this cesspit in a coffin.
В ноябре 2007 года, после смерти Джона Страффена, который провёл в тюрьме 55 лет за убийство троих детей, Брэйди стал самым долго находящимся в заключении осуждённым в тюрьмах Англии и Уэльса. 15 мая 2017 года, находясь в заключении, Иэн Брэйди умер.

### Хиндли
Сразу после суда Хиндли подала апелляцию, которая была отклонена. Она переписывалась с Брэйди до 1971 года, когда оборвала отношения, после чего влюбилась в сотрудницу тюремной охраны Патрисию Кэрнс (англ. Patricia Cairns). Бывший помощник директора тюрьмы утверждал, что подобные отношения не были редкостью в Холлоуэй, где «многие служащие были геями и находились в отношениях друг с другом или с заключёнными». Ходатайство Хиндли о смене её тюремного статуса с «категории А» на «категорию Б» было удовлетворено, что позволило директору Дороти Винг (англ. Dorothy Wing) выводить её на прогулки в парк Хэмпстед-Хит (это было частью её неофициальной политики по новому ознакомлению заключённых с внешним миром, когда они, по её мнению, были готовы). Экскурсия произвела фурор в национальной прессе, а Винг получила строгий выговор от тогдашнего главы Хоум-офиса — Роберта Карра.
Находясь в тюрьме, Хиндли написала автобиографическую книгу, которая так и не была издана. Кроме того, благодаря помощи Кэрнс и связям одной из заключённых на воле, Хиндли планировала побег. Но план провалился, когда слепки тюремных ключей были перехвачены полицией. За своё участие в подготовке побега Кэрнс получила шесть лет тюрьмы.
При вынесении приговора Хиндли было сказано, что её прошение об условно-досрочном освобождении будет впервые рассмотрено через 25 лет. В 1982 году Верховный судья согласился с этой рекомендацией, но в 1985 году госсекретарь Хоум-офиса Леон Бриттан (англ. Leon Brittan) увеличил минимальный срок до 30 лет. К тому времени Хиндли стала утверждать, что исправилась, став католичкой. Энн Вест, мать Лесли Энн Дауни (фамилию Энн сменила, выйдя после смерти дочери за Алана Веста), возглавила кампанию по недопущению выхода Хиндли на свободу и до своей смерти в 1999 году регулярно давала интервью на телевидении и в газетах, когда только возникали слухи о выходе Хиндли на свободу.
В 1990 году госсекретарь Дэвид Уоддингтон (англ. David Waddington) установил новый минимальный срок для Хиндли после того, как она призналась в более значительном участии в убийствах, чем до этого. Хиндли не была проинформирована о решении до 1994 года, когда вышел закон Law Lords, обязывающий пенитенциарные службы уведомлять пожизненно заключённых о минимальном сроке до рассмотрения прошения о помиловании. В 1997 году Комиссия Англии и Уэльса по условно-досрочному освобождению пришла к выводу, что Хиндли является малоопасной и должна быть переведена в тюрьму общего содержания. Она отказалась от этого и была переведена в тюрьму средней строгости, а Палата лордов оставила открытой возможность её дальнейшего выхода на свободу. В период с декабря 1997 года по март 2000 года Хиндли трижды подавала апелляцию о снижении минимального срока, утверждая, что реабилитировалась и не представляет угрозы обществу, и трижды получала отказ.
В 2002 году вероятность выхода Хиндли на свободу возросла: другой пожизненно заключённый поставил под вопрос власть госсекретаря и политиков назначать и увеличивать минимальные сроки, после чего выход Хиндли и других пожизненных заключённых стал более вероятным. Выход Хиндли казался неизбежным, а поддерживавшие её лица работали над обеспечением для неё нового имени и документов. Лорд Лонгфорд, убеждённый католик, возглавил кампанию по освобождению «знаменитых» заключённых, в частности, Майры Хиндли, заслужив презрение людей и прессы. Лонгфорд описывал Хиндли как «замечательного» человека и сказал, что:

Можно ненавидеть поступки людей, но не нужно ненавидеть то, чем были люди, потому что человеческая личность — свята, даже если человеческое поведение — часто ужасающе.
Оригинальный текст (англ.)You could loathe what people did but should not loathe what they were because human personality was sacred even though human behaviour was very often appalling.
Госсекретарь Дэвид Бланкетт приказал полиции Большого Манчестера предъявить новые обвинения в адрес Хиндли, которые не позволят ей выйти на свободу. Следствие возглавил суперинтендант Тони Бретт, который хотел обвинить Хиндли в убийствах Полин Рид и Кита Беннетта. Впрочем, правительственные адвокаты порекомендовали не начинать нового дела, поскольку прокуратура вынесла решение за пятнадцать лет до этого, и новый судебный процесс мог быть воспринят как злоупотребление законом.
15 ноября 2002 года, находясь в заключении, в возрасте шестидесяти лет Майра Хиндли умерла от бронхопневмонии, вызванной болезнью сердца.

## Похороны

### Хиндли
После того, как 15 ноября 2002 г. стало известно о смерти Майры Хиндли, возле тюрьмы столпились журналисты и зеваки, но среди них не было родственников Хиндли. Они тайно жили в Манчестере под вымышленными именами и даже не появились на короткой панихиде в Кембриджском крематории. Даже спустя 35 лет после убийств чувства местных жителей по отношению к Хиндли были настолько обострены, что более двадцати похоронных контор отказались заниматься кремацией её тела. Через четыре месяца прах Хиндли был развеян в окружном парке Сталибридж, находящемся менее чем в 15 километрах от верещатника Сэддлуорт, её бывшей любовницей, с которой она познакомилась в тюрьме.

### Брэйди
После того, как 15 мая 2017 года стало известно о смерти Иэна Брэйди, председатель отделения полицейской федерации Большого Манчестера главный инспектор Иэн Хэнсон заявил, что «в цивилизованном обществе нормально выказывать сочувствие умершим, но бывают исключения — и этот монстр один из них», и «больница Эшуорта может оставить его тело мусорщикам».
Коронер района Сефтон, где расположена больница, заявил, что ему известно об имеющейся у душеприказчика покойного договорённости о кремации и захоронении праха с крематорием и ритуальной конторой, и что он не выдаст тело преступника, пока не получит гарантий, что после кремации прах Брэйди не будет развеян над пустошью в Сэддлуорте, где тот совершал убийства. Адвокат Робин Макин, который общался с Брэйди перед его смертью, заявил, что не собирается развеивать прах преступника над пустошью, но и не сообщил никаких подробностей о том, что он будет делать с останками.
Вскоре после этого таблоид The Sun опубликовал информацию о том, что якобы в 2011 году Брэйди завещал проиграть во время кремации его тела пятую часть «Фантастической симфонии» Гектора Берлиоза, носящую название «Сон в ночь шабаша» (Songe d’une nuit de sabbat), а прах после кремации развеять на территории города Глазго, где он родился; власти Глазго заявили, что не позволят этого сделать.
В последующие месяцы судьба останков оставалась неясной, а затем Иэн Брэйди, уже будучи мёртвым, стал фигурантом ещё одного судебного разбирательства: власти района Теймсайд и города Олдхэм, рядом с которыми расположена Сэддлоуртская пустошь, обратились в суд с требованием передать право захоронить его останки им или кому-либо ещё, дабы наконец покончить с этим.
Слушания состоялись 9 и 10 октября в Высоком суде Лондона. Во время слушаний представители властей района Теймсайд и города Олдхэм заявили, что адвокат Робин Макин в течение нескольких месяцев не предпринимал никаких попыток захоронить останки, и что его бездействие может спровоцировать общественное беспокойство и беспорядки; Макин утверждал, что хранит свои планы в тайне из-за повышенного общественного интереса, и отказался полностью раскрыть их даже в суде.
В решении судьи сэра Джеффри Воса говорилось, что стороны так и не пришли к согласию, поэтому он решил, что должен не только назначить ответственного за похороны (при этом позволить Робину Макину распоряжаться останками убийцы будет «опасно и неприемлемо» (в том числе потому, что его планы могут стать известны против его воли и люди могут попытаться ему помешать), поэтому ответственной за проведение кремации и захоронения была назначена сотрудница администрации Теймсайда), но и определить, как именно будет захоронен Брэйди, и что информация о способе и месте захоронения праха будет сохраняться втайне в течение недели после захоронения; отдельно был оговорён запрет на проведение каких-либо церемоний и указано, что во время кремации не должна звучать не только музыка из «Пятой симфонии», но вообще какая-либо музыка. Судья также процитировал из Википедии ремарки Берлиоза о пятой части «Фантастической Симфонии», в которой упоминается «шабаш ведьм» и «дьявольская оргия».
«Совсем не сложно представить, как будут оскорблены семьи жертв, если узнают, что эта музыка играла на его кремации. Я отказываюсь разрешить это», — заявил судья.
Вечером 25 октября 2017 года тело Иэна Брэйди забрали из Королевской больницы Ливерпуля и сожгли в крематории Саутпорта. Ночью прах убийцы был помещён в утяжелённую биоразлагаемую урну и опущен в море в ливерпульской гавани. Спустя неделю, 2 ноября 2017 года, об этом было объявлено официально.

## Последствия
Дом на Уордл Брук авеню, в котором жили Брэйди и Хиндли и где был убит Эдвард Эванс, стал пользоваться дурной славой. Дом стоял заброшенным, поскольку никто не хотел там жить, и подвергался атакам вандалов. В 1987 году здание, нездоровое внимание к которому причиняло значительные неудобства местным жителям, было снесено по решению администрации района, и с тех пор на этом месте находится пустырь.

### Судьба Дэвида Смита
Дэвид Смит стал изгоем среди жителей Манчестера, несмотря на ключевую роль в поимке убийц. Пока длился суд над Хиндли, на её сестру Морин, находившуюся на восьмом месяце беременности, было совершено нападение в лифте их дома. Сам дом подвергался вандализму, а Смит и Хиндли-младшая регулярно получали письма с угрозами и оскорблениями. Морин позже говорила: «Я не могла выпустить своих детей из поля зрения ни на секунду. Они были слишком маленькими, чтобы понять, почему они должны оставаться внутри и почему они не могут играть на улице как другие дети».
В 1969 году Смит был приговорён к трём годам тюрьмы за драку, в ходе которой он ударил противника ножом. Сам Смит утверждал, что после суда он регулярно подвергался нападкам и был вынужден защищаться. В том же году трое его сыновей были взяты под опеку местных властей, а Морин переехала на другую квартиру, устроившись работать в магазин одежды. Отбыв срок, Дэвид Смит стал жить с другой женщиной, которая затем стала его второй женой, и добился права воспитывать своих детей. В 1972 году Дэвид Смит вновь угодил за решётку, на этот раз по обвинению в убийстве своего отца, у которого была неизлечимая стадия рака, но был оправдан. Он повторно женился и переехал в Линкольншир со своей семьёй, а в 1987 году был реабилитирован после признания Хиндли.
Отношения Морин с матерью испортились после того, как последняя поддерживала свою старшую дочь во время суда и отказалась включать младшую в завещание. Позже они помирились, и Морин переехала в Гортон. Она и Смит развелись в 1973 году, после чего Морин вышла замуж за водителя грузовика, Билла Скотта, от которого родила дочь. В 1980 году, в возрасте тридцати четырёх лет, у Морин случилось внутримозговое кровоизлияние; Майра Хиндли получила разрешение навестить сестру в больнице, но была доставлена туда лишь через час после того, как та скончалась.

### Родители жертв
- Шейла и Патрик Килбрайд, на тот момент уже находившиеся в разводе[175], пришли на похороны Морин в надежде, что там появится Майра Хиндли. Приняв за неё дочь Билла Скотта от предыдущего брака, Патрик Килбрайд попытался напасть на женщину, но был сбит с ног одним из присутствовавших на похоронах мужчин; прибывшая полиция восстановила порядок[176]. Незадолго до своей смерти в возрасте семидесяти лет Шейла Килбрайд сказала: «Если Хиндли когда-нибудь выйдет из тюрьмы, я её убью»[177].
- Джоан Рид, мать Полин Рид, после смерти дочери была помещена в психиатрическую лечебницу «Спрингфилд» в Манчестере. Она присутствовала на похоронах Полин 7 августа 1987 года, находясь под сильным воздействием седативов[178].
- Энн Вест, мать Лесли Энн Дауни, умерла от рака печени в 1999 году. После смерти дочери она возглавила кампанию, направленную на то, чтобы Хиндли оставалась в тюрьме, и, по словам докторов, заработала болезнь на почве сильного стресса[179].
- Винни Джонсон, мать Кита Беннетта, в 2009 году продолжала ездить в верещатник Сэддлуорт в надежде найти тело сына[180]. В августе 2012 года, в возрасте 78 лет, Джонсон скончалась, так и не узнав, где оно находится[181].

## В массовой культуре
История «болотных убийц» была дважды экранизирована в телесериалах, показанных по британскому телевидению. Мини-сериал «Не вижу зла: Болотные убийства» (англ. See No Evil: The Moors Murders) строится вокруг молодых родителей Дэвида и Морин Смит, у которых умерла шестимесячная дочь Анжела. Страдая, Морин Смит ищет поддержки у своей старшей сестры Майры, а Дэвид — у парня Майры, Иэна, не зная об их страшных преступлениях. Фильм, ставший результатом двухлетней исследовательской работы, в 2007 году получил награду BAFTA как «Лучший драматический телесериал».
Второй мини-сериал — «Лонгфорд» — фокусируется на жизни лорда Лонгфорда, агитировавшего в поддержку Хиндли. Сериал был номинирован и завоевал множество наград, преимущественно в индивидуальных актёрских номинациях, но был удостоен в 2008 году и награды «Золотой глобус» как «Лучший драматический телесериал».
Об истории убийств существует композиция «Suffer Little Children» британской группы «The Smiths».

### Комментарии
1. ↑  Рабочий пригород Манчестера.
2. ↑  Район Манчестера.
3. ↑  Район Манчестера.
4. ↑  Жилой комплекс в районе Тэймсайд, расположенный в Большом Манчестере
5. ↑  В оригинале: to roll over a queer. На устаревшем слэнге британского английского данная фраза буквально означала широкий диапазон действий: от «сильно избить» или «ограбить» до «сексуально надругаться над мужчиной». Несмотря на то, что в случае Брэйди намерение, скорее всего, было связано с насилием, в качестве перевода использован жаргонный термин «поиметь», поскольку как и оригинальный термин «roll over», он может трактоваться как избиение, ограбление или сексуальное насилие.
6. ↑  В оригинале: Eddie and I had a row and the situation got out of hand.
7. ↑  В кабинете (судьи), при закрытых дверях.
8. ↑  (англ. Recorder, дословно регистратор) В Англии судья, назначаемый обыкновенно правительством для председательствования на суде присяжных при определении причин насильственной смерти
9. ↑  В оригинале: truly horrible case.
10. ↑  В оригинале: two sadistic killers of the utmost depravity.
11. ↑  В оригинале: wicked beyond belief.
12. ↑  В оригинале: a quiet, controlled, impassive witness who lied remorselessly.
13. ↑  В оригинале: a very well worked out performance in which, I believe, she told me just as much as she wanted me to know, and no more.